# Henri Perdriau
Henri Perdriau, né à Saint-Pierre-Montlimar le 28 juillet 1877 et mort à Montréal le 16 février 1950, est un vitrailliste québécois d'origine française. On lui doit notamment la réalisation de plusieurs verrières d'églises au Québec.

## Biographie

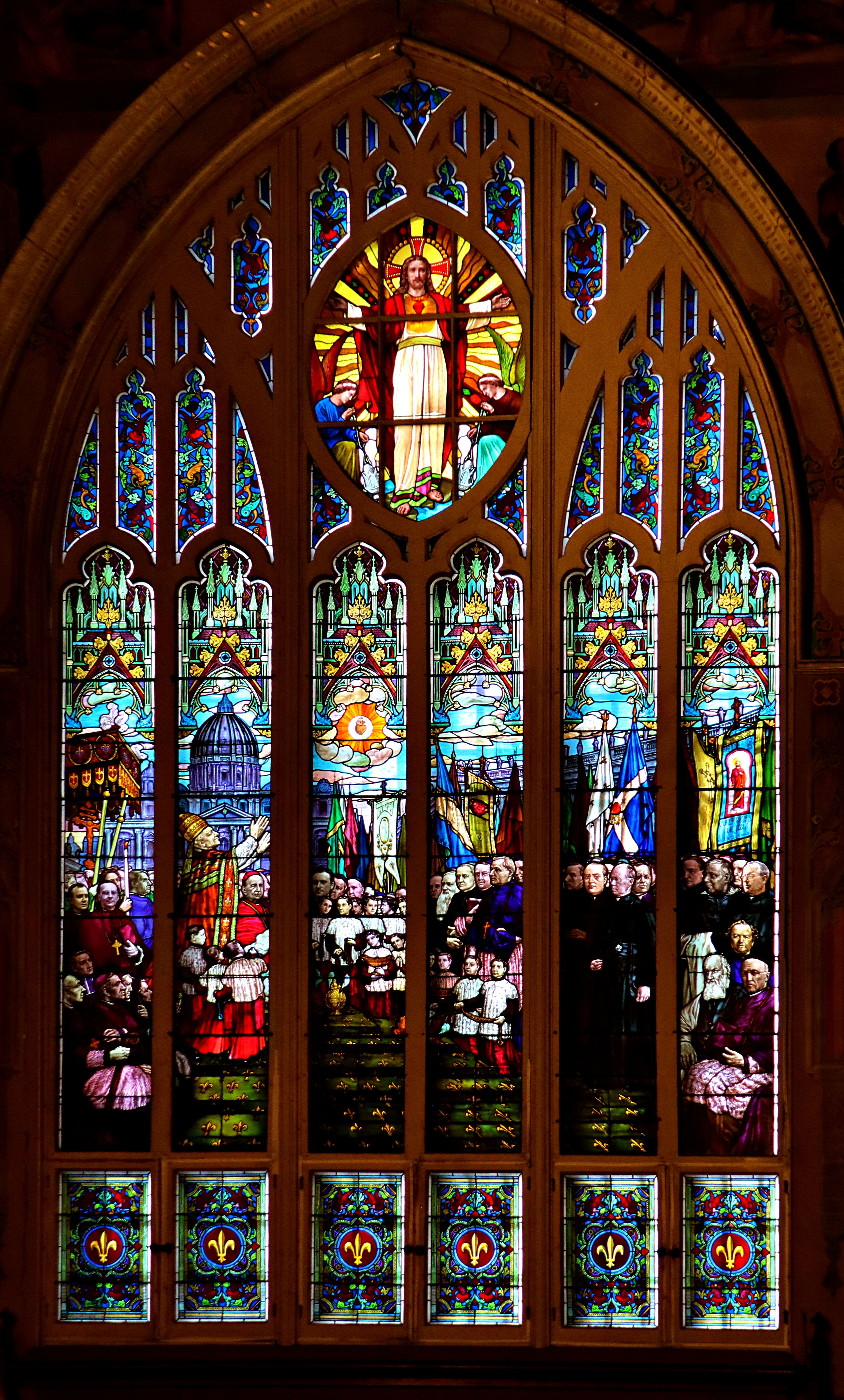
Vitrail de Guido Nincheri, réalisé par Henri Perdriau, pour l'église Saint-Viateur d'Outremont.

Après son apprentissage à Reims, il s'installe à Montréal en 1896. Il travaille chez Vermonet, une firme d'Albert Vermonet, qui vend des vitraux provenant de France, dont il devient gérant. En 1907, il crée la Compagnie d'Art et d'Industries à Montréal.
En 1914, Perdriau ouvre un atelier de vitraux sous son propre  nom, toujours à Montréal. Il réalise alors des commandes pour de nombreuses institutions publiques et religieuses. Il travaille en particulier avec Guido Nincheri qui dessine plusieurs de ses vitraux.
En 1918, Perdriau dissout son entreprise et s'associe avec le vitrier irlandais John Patrick O'Shea pour fonder la maison Perdriau et O'Shea qui réalise elle aussi plusieurs vitraux dans les églises du Québec.
Perdriau quitte l'entreprise en 1923. Il déménage ensuite aux États-Unis et se consacre au journalisme, métier qu'il avait déjà effectué à ses premières années à Montréal, entre autres  pour les journaux La Presse et Le Devoir. Il revient au Canada quelques années plus tard sans renouer avec le vitrail. Il meurt à Montréal en 1950.